# Batillipes africanus
Batillipes africanus is een soort in de taxonomische indeling van de beerdiertjes (Tardigrada). 
Het diertje behoort tot het geslacht Batillipes en behoort tot de familie Batillipedidae. De wetenschappelijke naam van de soort werd voor het eerst geldig gepubliceerd in 1992 door D'Addabbo Gallo, Grimaldi de Zio, Morone de Lucia & Troccoli.